# Moita do Norte
Moita do Norte é uma localidade portuguesa do Município de Vila Nova da Barquinha que foi sede da extinta Freguesia de Moita do Norte, freguesia que tinha 6,80 km² de área e 2 092 habitantes (2011), e, por isso, uma densidade populacional de 307,6 hab/km².
A Freguesia de Moita do Norte foi extinta pela reorganização administrativa de 2012/2013, sendo o seu território integrado na freguesia de Vila Nova da Barquinha.
Possui um apeadeiro ferroviário desactivado, integrado na linha da Beira Baixa.

## População
| População da freguesia de Moita do Norte | População da freguesia de Moita do Norte | População da freguesia de Moita do Norte | População da freguesia de Moita do Norte | População da freguesia de Moita do Norte | População da freguesia de Moita do Norte | População da freguesia de Moita do Norte | População da freguesia de Moita do Norte | População da freguesia de Moita do Norte | População da freguesia de Moita do Norte | População da freguesia de Moita do Norte | População da freguesia de Moita do Norte | População da freguesia de Moita do Norte | População da freguesia de Moita do Norte | População da freguesia de Moita do Norte |
| ---------------------------------------- | ---------------------------------------- | ---------------------------------------- | ---------------------------------------- | ---------------------------------------- | ---------------------------------------- | ---------------------------------------- | ---------------------------------------- | ---------------------------------------- | ---------------------------------------- | ---------------------------------------- | ---------------------------------------- | ---------------------------------------- | ---------------------------------------- | ---------------------------------------- |
| 1864                                     | 1878                                     | 1890                                     | 1900                                     | 1911                                     | 1920                                     | 1930                                     | 1940                                     | 1950                                     | 1960                                     | 1970                                     | 1981                                     | 1991                                     | 2001                                     | 2011                                     |
|                                          |                                          |                                          |                                          |                                          |                                          |                                          |                                          |                                          |                                          |                                          |                                          | 2 483                                    | 2 067                                    | 2 092                                    |

Freguesia criada pela Lei nº 30/88, de 01 de Fevereiro, com lugares desanexados da freguesia de Vila Nova da Barquinha
| Distribuição da População por Grupos Etários | Distribuição da População por Grupos Etários | Distribuição da População por Grupos Etários | Distribuição da População por Grupos Etários | Distribuição da População por Grupos Etários | Distribuição da População por Grupos Etários | Distribuição da População por Grupos Etários | Distribuição da População por Grupos Etários | Distribuição da População por Grupos Etários | Distribuição da População por Grupos Etários |
| -------------------------------------------- | -------------------------------------------- | -------------------------------------------- | -------------------------------------------- | -------------------------------------------- | -------------------------------------------- | -------------------------------------------- | -------------------------------------------- | -------------------------------------------- | -------------------------------------------- |
| Ano                                          | 0-14 Anos                                    | 15-24 Anos                                   | 25-64 Anos                                   | > 65 Anos                                    |                                              | 0-14 Anos                                    | 15-24 Anos                                   | 25-64 Anos                                   | > 65 Anos                                    |
| 2001                                         | 275                                          | 256                                          | 1 145                                        | 391                                          |                                              | 13,3%                                        | 12,4%                                        | 55,4%                                        | 18,9%                                        |
| 2011                                         | 313                                          | 179                                          | 1 115                                        | 485                                          |                                              | 15,0%                                        | 8,6%                                         | 53,3%                                        | 23,2%                                        |

Média do País no censo de 2001:  0/14 Anos-16,0%; 15/24 Anos-14,3%; 25/64 Anos-53,4%; 65 e mais Anos-16,4%
Média do País no censo de 2011:   0/14 Anos-14,9%; 15/24 Anos-10,9%; 25/64 Anos-55,2%; 65 e mais Anos-19,0%